# Pen and Sword Books
Pen and Sword Books, de vegades estilitzat com a Pen & Sword, és una editorial britànica especialitzada en la impressió i distribució de llibres de tapa dura i de butxaca sobre la història militar, militaria i altres àmbits molt concrets de no-ficció centrats en el Regne Unit. Pen and Sword té més de 6.000 obres en catàleg i un bon nombre d'elles també estan disponibles com a llibres electrònics. Publica uns 500 títols nous cada any. Pertany al grup del diari Barnsley Chronicle.